# Brokabobäcken
Brokabobäcken är ett naturreservat i Ydre kommun i Östergötlands län.
Området är naturskyddat sedan 2009 och är 25 hektar stort. Reservatet omfattar våtmarker kring Brokabobäcken. Reservatets skogsdel består av sumpskogar och äldre granskog. 